# 엄지벌림근
엄지벌림근(abductor hallucis muscle) 또는 무지외전근(拇趾外轉筋)은 발의 자체기원근육 중 하나로, 발바닥의 첫째 층에 존재한다. 엄지발가락의 벌림과 굽힘에 관여한다.

## 구조

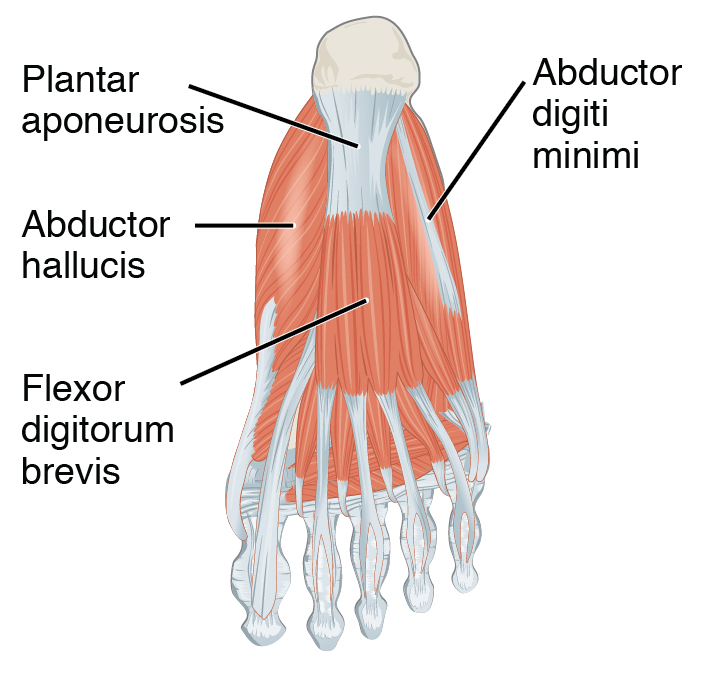
아래쪽에서 본 발바닥의 모습. 발바닥의 첫째 층에 위치한 근육들이 보인다.

엄지벌림근은 발의 안쪽 경계에 위치하여, 엄지발가락 아래에 튀어나온 융기부를 형성하는 데에 기여한다. 발꿈치뼈융기 뒤쪽, 굽힘근지지띠, 발바닥근막 뒤쪽에서 기시한다. 엄지벌림근은 뒤쪽에서 비교적 두꺼우며, 앞쪽으로 올수록 납작해진다. 마지막에는 짧은엄지굽힘근의 안쪽갈래와 함께 공통된 힘줄로 끝난다. 이 힘줄은 엄지발가락의 몸쪽발가락뼈 바닥 안쪽 면에 닿는다. 엄지벌림근의 안쪽 면은 깊이가 비교적 얕으며 근막과 피부로 덮여 있다.

### 신경 분포
엄지벌림근은 안쪽발바닥신경의 지배를 받는다. 엄지벌림근의 위쪽 경계를 통해 신경이 들어온다.

## 추가 이미지

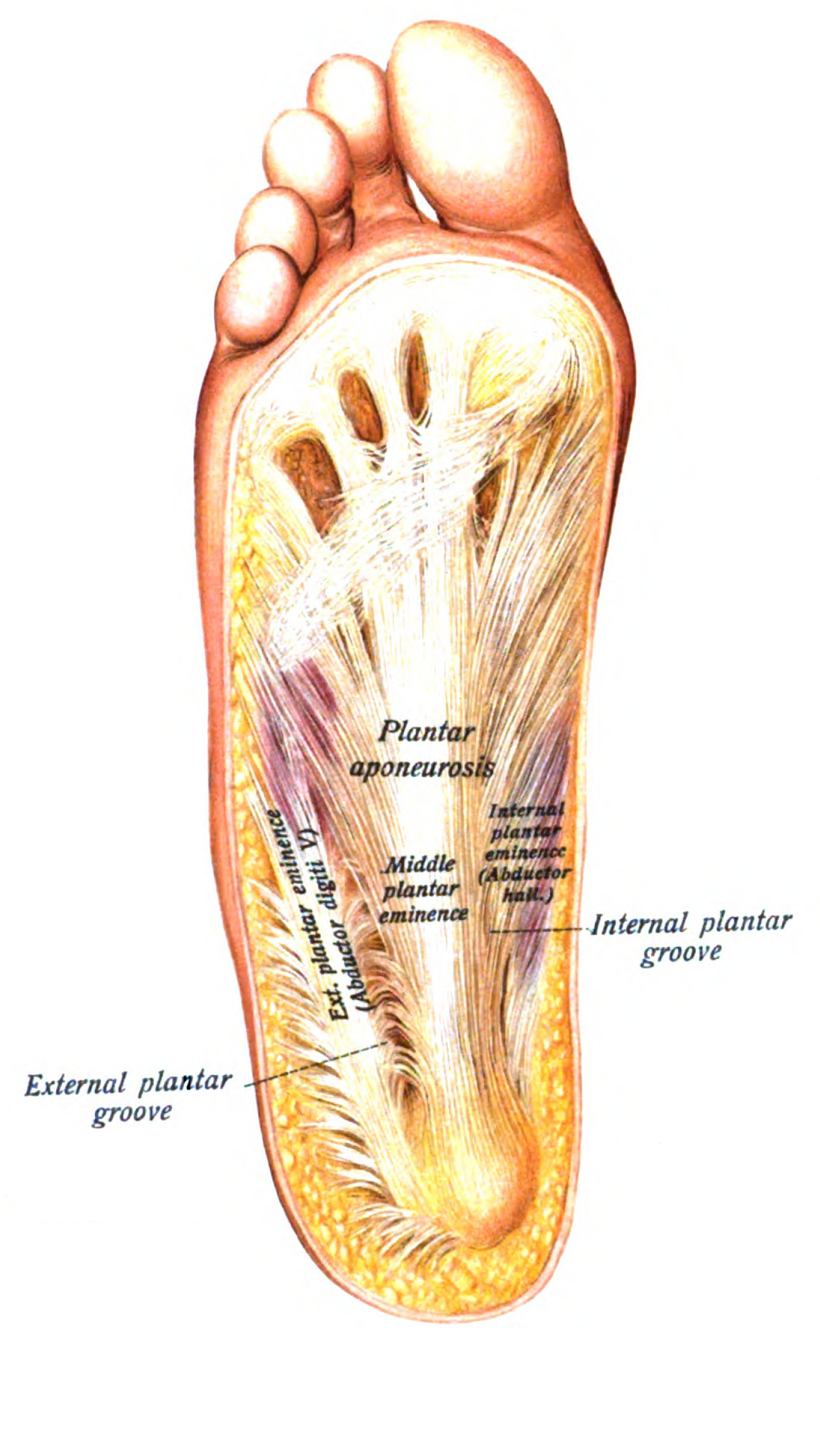
발바닥 얕은쪽 해부. 엄지벌림근으로 인해 형성된 안쪽융기
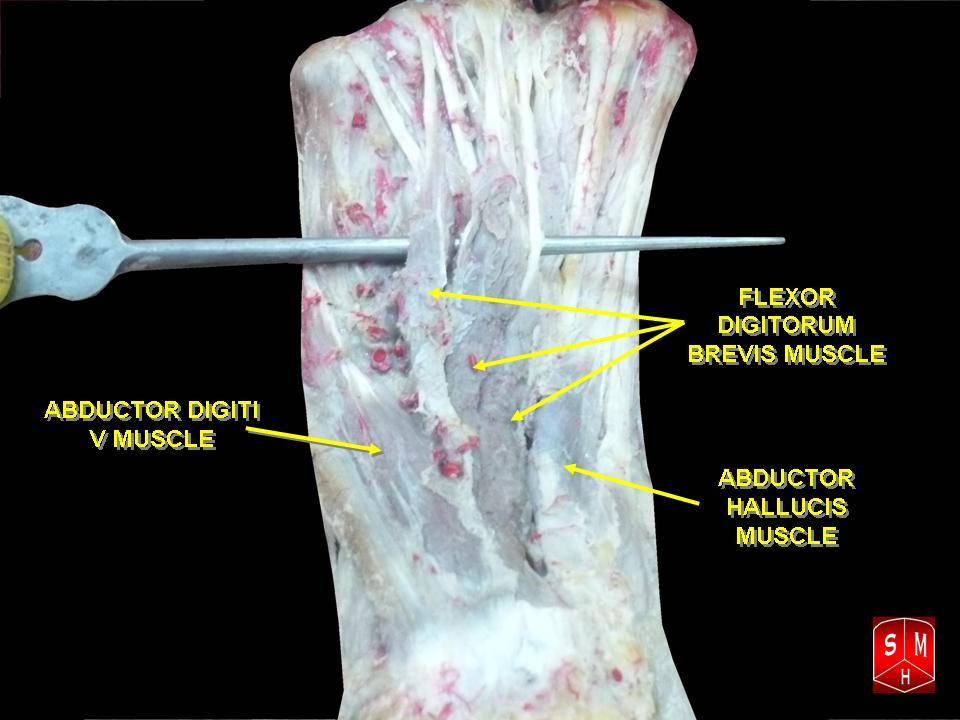
엄지벌림근
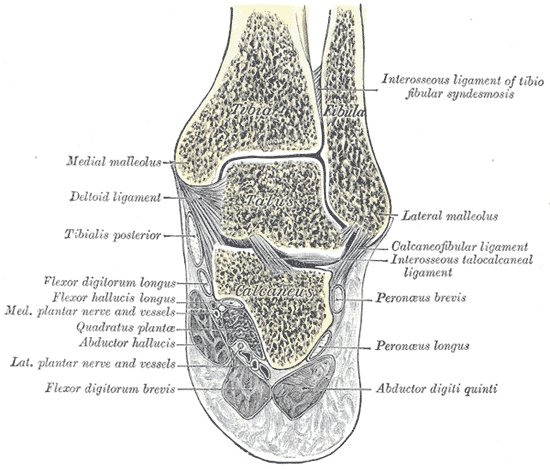
오른쪽 목말종아리관절과 목말발꿈치관절에서 자른 관상단면

## 같이 보기
- 발
- 발바닥

## 참고 문헌
이 문서는 현재 퍼블릭 도메인에 속하는 그레이 해부학 제20판(1918) page 491의 내용을 기초로 작성된 글이 포함되어 있습니다.
1. ↑  “Abductor Hallucis”. 《Loyola University Medical Education Network》. 2015년 1월 7일에 확인함.
2. ↑  Latarjet, Michel; Ruiz Liard, Alfredo (2005). 《Human Anatomy》 Spanish판. Editorial Médica Panamericana. ISBN 978-950-06-1368-2.